# Táborský hřbet
Táborský hřbet je geomorfologický okrsek na jihovýchodě Kozákovského hřbetu, ležící v okrese Semily a malou částí v okrese Jičín.

## Poloha

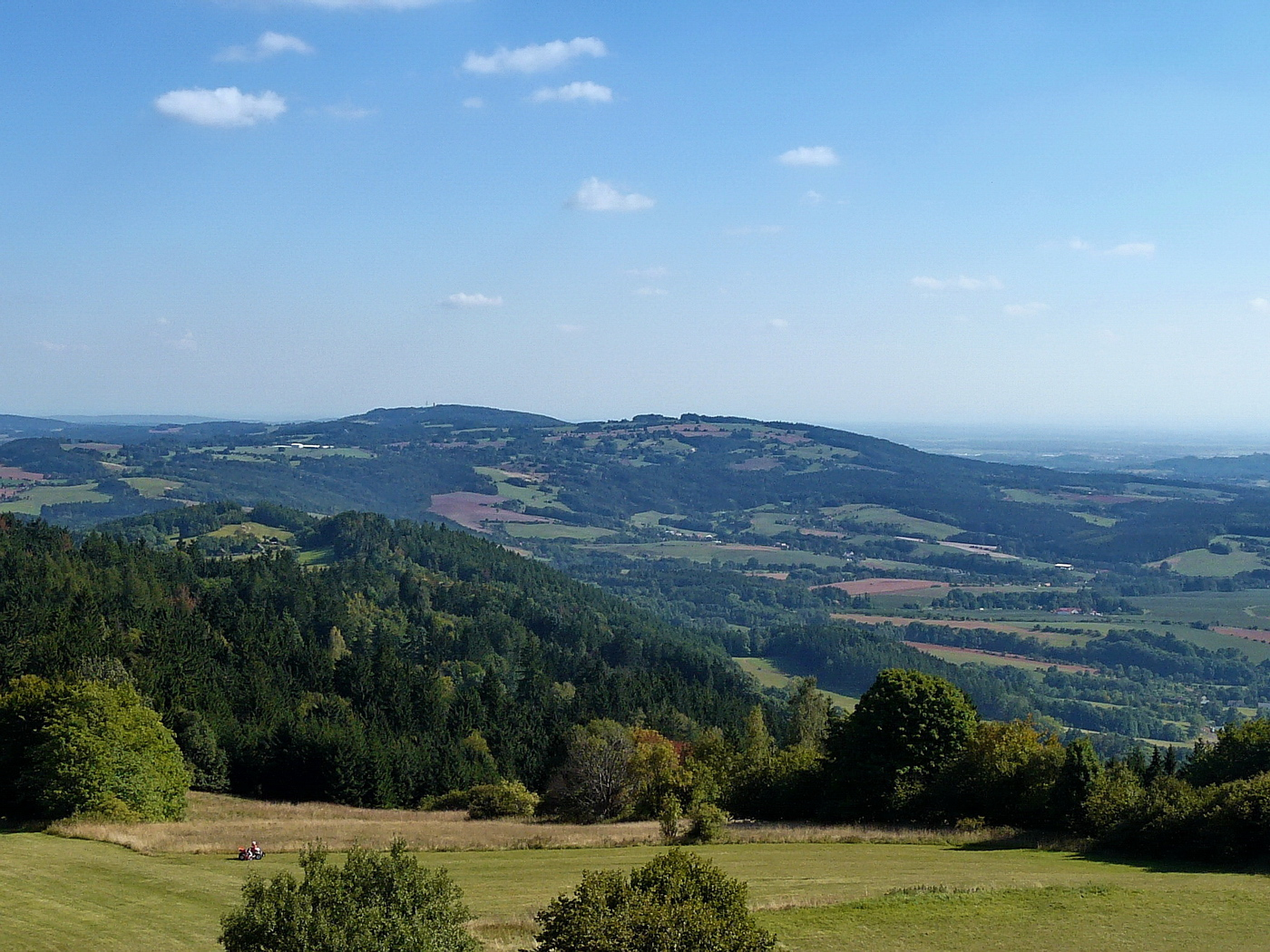
Táborský hřbet z Kozákova: Ředice a Tábor

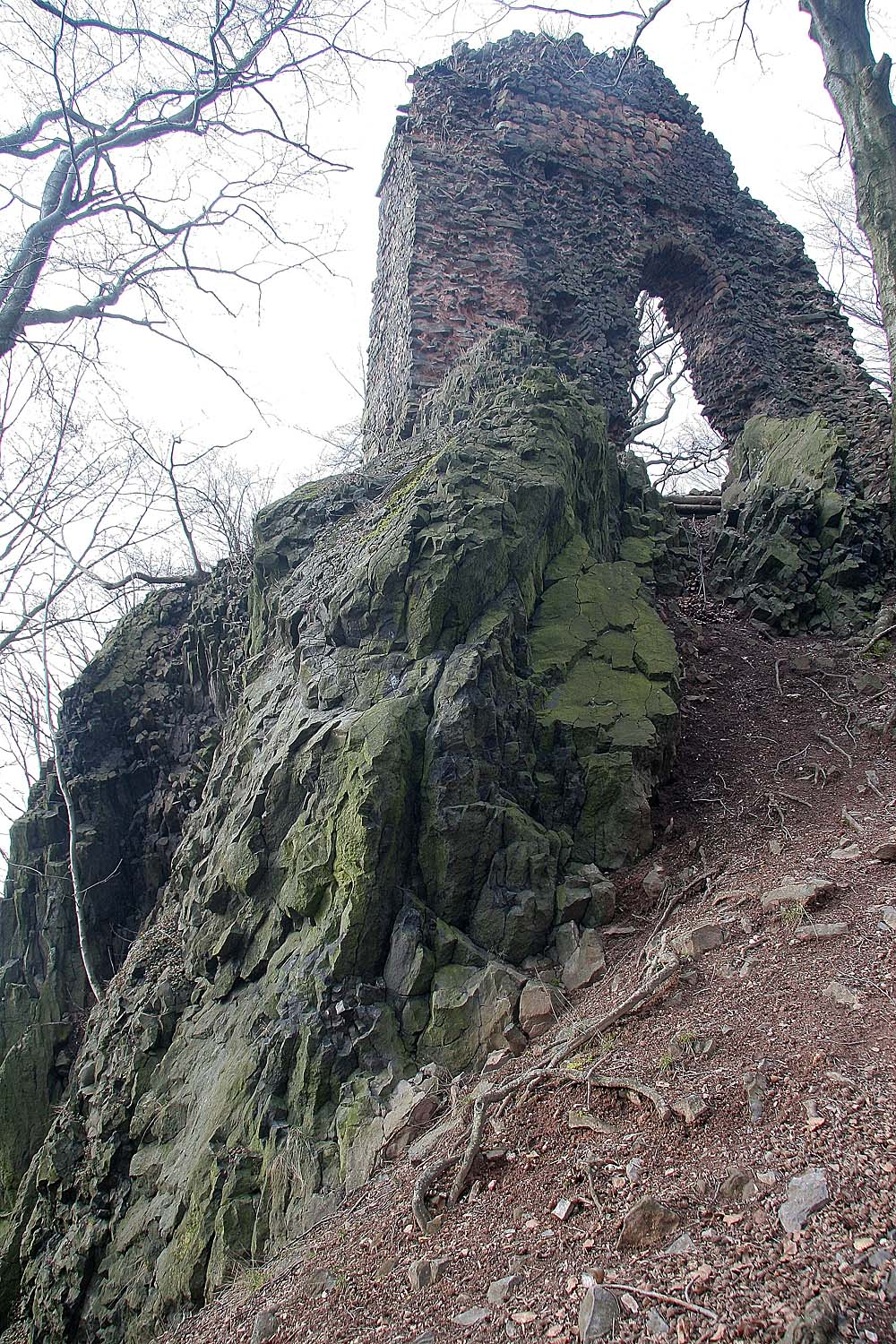
Zřícenina hradu na vrchu Bradlec

Území se rozkládá zhruba mezi sídly Slaná na severu, Syřenov na severovýchodě, Dřevěnice na jihovýchodě a Libuň na jihozápadě. Uvnitř území se nacházejí obce Veselá a Bradlecká Lhota, částečně město Lomnice nad Popelkou
Chráněná území v okrsku jsou PP Cidlinský hřeben, PP Jezírko pod Táborem.

## Geomorfologické členění
Okrsek Táborský hřbet (dle značení Jaromíra Demka IVA–3B–2) náleží do celku Ještědsko-kozákovský hřbet a podcelku Kozákovský hřbet. Dále se člení na podokrsky Rváčovský hřbet na severozápadě a Ploužnický hřbet na jihovýchodě. Hřbet sousedí na severozápadě se sesterským okrskem, Komárovským hřbetem. Dále sousedí s celky Krkonošské podhůří na severu a východě a Jičínská pahorkatina na jihu a západě.

## Významné vrcholy
Nejvyšším vrcholem Táborského hřbetu je Tábor (678 m n. m.).
- Tábor (678 m), Ploužnický hřbet
- Ředice (649 m), Rváčovský hřbet
- Kozlov (606 m), Rváčovský hřbet
- Skuhrovský vrch (592 m), Rváčovský hřbet
- Bradlec (542 m), Ploužnický hřbet
- Hůra (519 m), Ploužnický hřbet